# Yngnesjö
Yngnesjö är en sjö i Bengtsfors kommun i Dalsland och ingår i Göta älvs huvudavrinningsområde. Sjön är 12,5 meter djup, har en yta på 0,601 kvadratkilometer och befinner sig 143,4 meter över havet.

## Delavrinningsområde
Yngnesjö ingår i det delavrinningsområde (656350-128651) som SMHI kallar för Utloppet av Yngnesjö. Medelhöjden är 167 meter över havet och ytan är 4,85 kvadratkilometer. Det finns inga avrinningsområden uppströms utan avrinningsområdet är högsta punkten. Vattendraget som avvattnar avrinningsområdet har biflödesordning 4, vilket innebär att vattnet flödar genom totalt 4 vattendrag innan det når havet efter 219 kilometer. Avrinningsområdet består mestadels av skog (70 procent). Avrinningsområdet har 0,6 kvadratkilometer vattenytor vilket ger det en sjöprocent på 12,4 procent.